# Henri Massis
Henri Massis (París, 21 de marzo de 1886-París, 16 de abril de 1970) fue un escritor, académico, publicista y crítico literario francés.

## Biografía
Nacido en París el 21 de marzo de 1886, fue alumno del Liceo Condorcet —donde tuvo como profesor a Alain— y de la Sorbona; durante su estancia en esta entablaría contacto con Anatole France. También asistió a lecciones de Henri Bergson en el Colegio de Francia. Católico, nacionalista, próximo a Charles Maurras y con simpatías por el fascismo, en 1929 se hizo con el Gran Premio de Literatura, por el conjunto de su obra. Fue elegido miembro de la Academia Francesa en 1960. Se mostró crítico con Oswald Spengler y La decadencia de Occidente. Falleció el 16 de abril de 1970.
Fue autor de obras como Émile Zola composait ses romans: d'après ses notes personnelles et inédites (1906), Le puits de Pyrrhon (1907), La pensée de Maurice Barrès, sobre el escritor y político Maurice Barrès (1909), Les jeunes gens d'aujourd'hui (1913), junto a Alfred de Tarde y firmando conjuntamente con el pseudónimo «Agathon», Impressions de guerre, (1914-1915) (1916) o La vie d'Ernest Psichari (1906), sobre el militar y escritor Ernest Psichari a quien conoció personalmente, entre otras. En 1927 apareció su Défense de l'Occident (La defensa de Occidente), una obra con notable acogida en Francia, en la que defendía los valores de Occidente, «amenazado» por las influencias negativas venidas de Asia. Sobre la guerra civil española escribió Les Cadets de l'Alcazar (1936), Le siège de l'Alcazar, junto a Robert Brasillach, y Chefs (1939), con una postura en ambas a favor del bando sublevado franquista.

## Obra completa

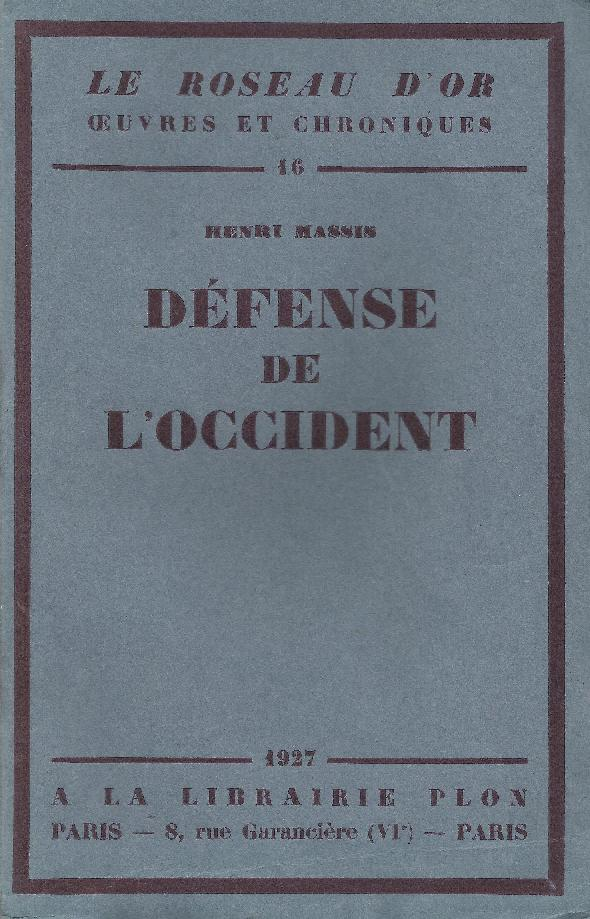
Portada de Défense de l'Occident (1927)